# Котово (станция)
Котово — железнодорожная станция в одноимённом посёлке Новгородской области.

## История
Станция открыта при строительстве Любытинской ветки в составе участка Поддубье - Любытино (ныне ст. Зарубинская) в 1924 году.
Во время Второй мировой войны через станцию проходил большой поток грузов вдоль линии фронта.
После войны близ станции появился военный городок и ракетный арсенал, на который достаточно регулярно ходят грузовые поезда.

## Описание
На станции 5 путей, уложенных парком - рыбкой. От северной горловины отходят на восток два подъездных пути: в сторону военного городка и ракетного арсенала. К западу расположен вокзал 1995 - 1996 годов постройки.